# Grand Prix automobile d'Alexandrie 1928
Le Grand Prix automobile d'Alexandrie 1928 est un Grand Prix qui s'est tenu sur le circuit Pietro Bordino le 22 avril 1928.

## Classement de la course
| Pos. | no | Pilote             | Châssis               | Tours | Temps/Abandon                   |
| ---- | -- | ------------------ | --------------------- | ----- | ------------------------------- |
| 1    | 16 | Tazio Nuvolari     | Bugatti T35C          | 8     | 2 h 31 min 18 s 0 (101,52 km/h) |
| 2    | 14 | Achille Varzi      | Bugatti T35C          | 8     | + 6 min 10 s 0                  |
| 3    | 18 | Federico Valpreda  | Delage 2LCV           | 8     | + 7 min 56 s 0                  |
| 4    | 30 | Emilio Materassi   | Talbot 700            | 8     | + 9 min 2 s 0                   |
| 5    | 25 | Luigi Beccaria     | Bugatti T37A          | 8     | + 12 min 3 s 6                  |
| 6    | 22 | Pietro Nenzioni    | Bugatti T35           | 8     | + 21 min 3 s 8                  |
| 7    | 27 | Francesco Valle    | Bugatti T37A          | 8     | + 22 min 44 s 0                 |
| 8    | 20 | Antonio Brivio     | Derby Chapuis-Dornier | 8     | + 24 min 48 s 2                 |
| 9    | 13 | Ogniben Alvera     | Bugatti T35           | 8     | + 33 min 46 s 0                 |
| 10   | 34 | Abele Clerici      | Amilcar               | 8     | + 27 min 10 s 4                 |
| 11   | 35 | Pietro Cattaneo    | Amilcar               | 8     | + 31 min 41 s 4                 |
| 12   | 32 | Giuseppe Vittoria  | Maserati 26           | 8     | + 31 min 46 s 8                 |
| 13   | 36 | Clemente Biondetti | Salmson               | 8     | + 35 min 15 s 4                 |

- Légende: Abd.=Abandon - Dsq.=Disqualifié - Np.=Non partant.

## Pole position et record du tour
- Pole position :  ?.
- Meilleur tour en course :  Tazio Nuvolari (Bugatti) en 17 min 56 s 6 (107,00 km/h).